# Greasers

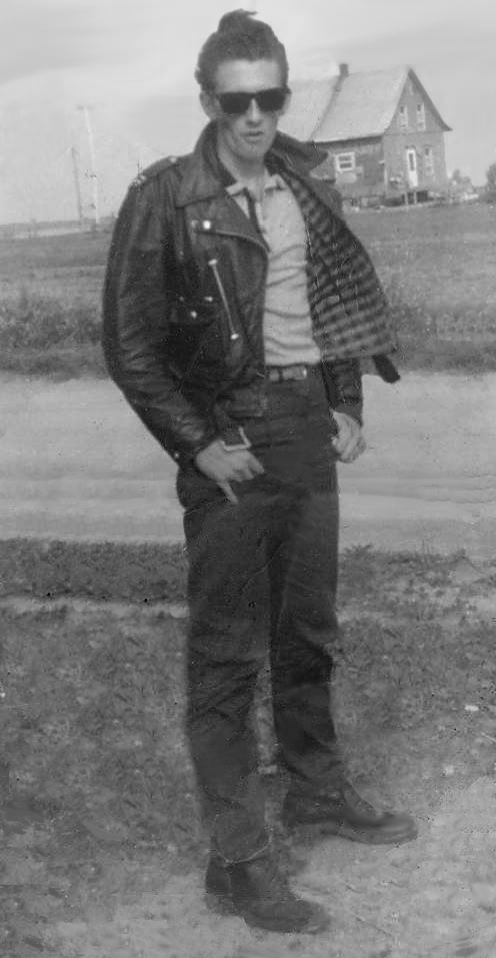
Típico greaser norte-americano de Quebec, Canadá, c. 1960

Os greasers são uma subcultura jovem que foi popularizada nos anos 1950 e 1960 por adolescentes e adultos predominantemente da classe trabalhadora e da classe baixa nos Estados Unidos. A subcultura permaneceu proeminente em meados da década de 1960 e foi particularmente adotada por certos grupos étnicos em áreas urbanas, particularmente ítalo-americanos e hispano-americanos. Música rock and roll, rockabilly e doo-wop eram partes importantes da cultura.

## História

### Etimologia do termo "greaser"
A palavra "greaser" se originou no século XIX nos Estados Unidos como um rótulo depreciativo para os trabalhadores pobres, especificamente aqueles de ascendência mexicana ou italiana. O termo foi usado mais tarde para se referir aos mecânicos. Não foi usado por escrito para se referir à subcultura estadunidense do século XX até meados da década de 1960, embora, nesse sentido, ainda invocasse uma conotação pejorativa e uma relação com o trabalho de máquina. O nome foi aplicado aos membros da subcultura por causa de seus cabelos penteados para trás.

### Origem da subcultura e ascensão da popularidade
A subcultura greaser pode ter surgido na era pós-Segunda Guerra Mundial entre os clubes de motoqueiros e gangues do final da década de 1940, embora certamente tenha sido estabelecida na década de 1950. Os greasers originais foram alinhados por um sentimento de desilusão com a cultura popular estadunidense, seja pela falta de oportunidade econômica, apesar do "boom" do pós-guerra ou de uma marginalização decretada pela mudança doméstica geral rumo à homogeneidade. A maioria era do sexo masculino, muitas vezes da classe trabalhadora, e tinha interesse em carros Hot rod ou motociclismo. Um punhado de jovens de classe média foi atraído para a subcultura por sua atitude rebelde.
A base estrutural fraca dos greasers pode ser atribuída às origens da subcultura na juventude da classe trabalhadora, possuindo poucos recursos econômicos para participar do consumismo estadunidense. Os greasers, ao contrário dos motociclistas, não tinham explicitamente seus próprios clubes ou publicações de interesse. Como tal, não havia marketing de negócios voltado especificamente para o grupo. Sua escolha em roupas foi em grande parte tirada de um entendimento comum da estética fortalecedora do vestuário da classe trabalhadora, ao invés de uma associação coesa com indivíduos vestidos de maneira similar. Alguns greasers estavam em clubes de motocicleta ou em gangues (e, ao contrário, alguns membros de gangues e motociclistas vestiam-se como greasers), embora tal participação não fosse um princípio inerente da subcultura.
Etnicamente, os greasers originais eram compostos principalmente de ítalo-americanos no nordeste e hispano-americanos no sudoeste. Uma vez que ambos os povos eram em sua maioria de pele bronzeada, o rótulo de "greaser" assumiu um status quase racial que implicava uma masculinidade e delinquência urbana de classe baixa. Esse desenvolvimento levou a uma ambiguidade na distinção racial entre os pobres italianos e porto-riquenhos na cidade de Nova Iorque nos anos 1950 e 1960. Os greasers também eram vistos como predispostos a perpetrar violência sexual, alimentando o medo entre os homens e um grau de excitação entre as mulheres de classe média.

### Declínio e encarnações modernas
Embora o programa de televisão American Bandstand tenha ajudado a "higienizar" a imagem negativa dos greasers na década de 1960, a promiscuidade sexual ainda era vista como um componente-chave do caráter moderno. Em meados da década de 1970, a imagem de greaser tornou-se uma parte essencial da nostalgia dos anos 50 e do renascimento cultural.

## Moda, estilo e cultura

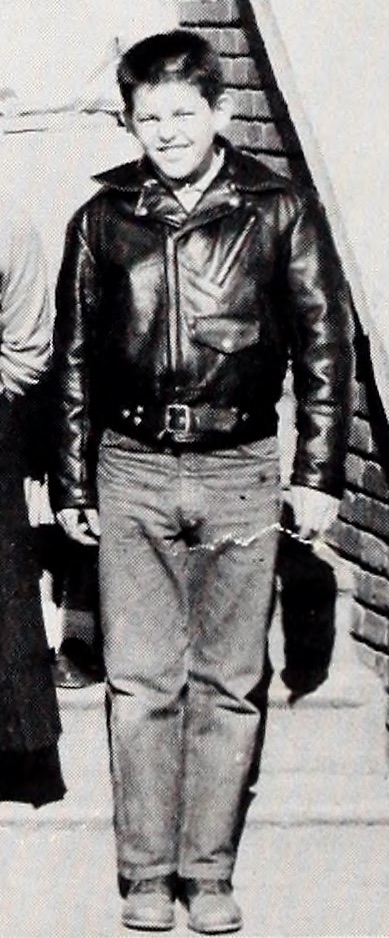
Jovem greaser no sudeste dos Estados Unidos, 1956

A característica física mais notável dos greasers eram os penteados untados que eles usavam através do uso de produtos para o cabelo, como brilhantina ou vaselina, o que exigia frequentes penteamentos e remodelações para manutenção. Os homens usavam penteados adotados no rock'n'roll e em artistas rockabilly como Elvis Presley, entre eles o Folsom, o pompadour, o "baú de elefante" e o "duck's ass", enquanto as meninas geralmente batiam o cabelo.
Os greasers masculinos usavam calças largas de sarja de algodão, comuns entre os trabalhadores, ou jeans Levi's azul-escuro, muito populares entre todos os jovens estadunidenses nos anos 1950. As últimas eram frequentemente amarradas em torno de botas de couro preto ou marrom no tornozelo, incluindo cowboy, engenheiro com ponta de aço ou estilos de arreios. Outras opções de calçados incluíam All Star e brothel creepers. Os topos masculinos eram tipicamente camisetas pretas ou brancas sólidas ou, às vezes, regatas (que seriam vendidas como roupas íntimas). As opções de vestuário incluíam denim ou jaquetas de couro (incluindo jaquetas "Perfecto"). A vestimenta greaser feminina incluía jaquetas de couro e roupas risque, como capris apertados e cortados e empurradores de pedais (amplamente populares naquele período).

### Gostos musicais
No início da década de 1950, havia um interesse muito grande no doo-wop, um gênero negro de música das cidades industriais do Nordeste que havia se disseminado para integrar a música americana através de artistas ítalo-americanos. Os greasers estavam fortemente associados à cultura em torno do rock n 'roll, um gênero musical que induziu sentimentos de pânico moral entre gerações mais velhas de classe média durante a década de 1950, para quem os greasers sintetizavam a conexão entre música rock e delinquência juvenil professada por vários importantes observadores sociais e culturais da época.

## Representações na mídia e na cultura popular

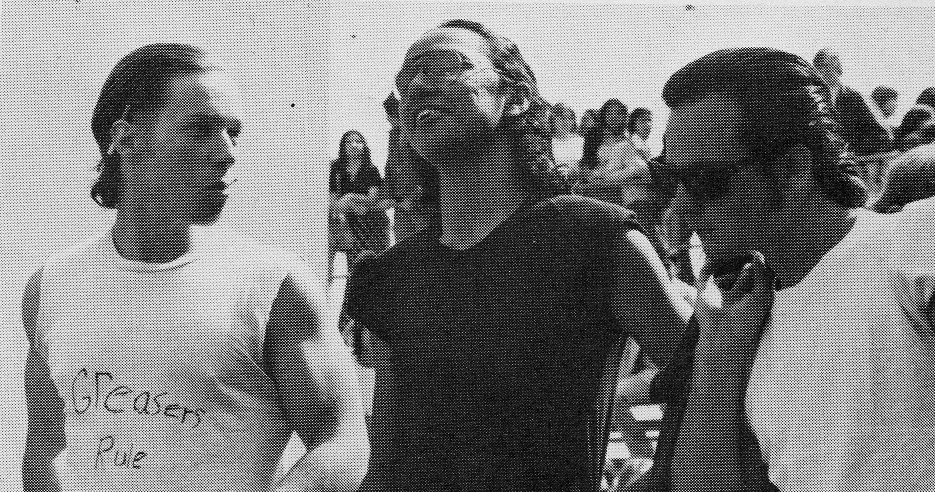
Aparência greaser em 1974, durante o ressurgimento da subcultura

A primeira representação cinematográfica da subcultura greaser foi no filme O Selvagem (1953).
Os greasers são personagens centrais no musical de 1957 West Side Story e sua adaptação cinematográfica de 1961, no filme de 1960 The Beatniks (que, apesar da renomeação apressada do título original Sideburns and Sympathy, não tem nada a ver com beatniks), o romance de 1967 The Outsiders e sua adaptação cinematográfica de 1983, o filme de 1974 The Lords of Flatbush e o filme de 1979 The Wanderers. O fenômeno recebeu um tratamento mais lúdico no musical Grease de 1971 (junto com sua adaptação cinematográfica de 1978), que tirou seu nome da subcultura e foi baseado em greasers poloneses da vida real de Chicago no final da década de 1950. O filme Cry-Baby, de John Waters de 1990, é uma reminiscência camp dos greasers de Baltimore da década de 1950.
O personagem Fonzie da série de televisão Happy Days é um greaser estereotipado que era frequentemente visto em sua motocicleta, usava uma jaqueta de couro e tipificava a essência de alguém descolado, em contraste com seu círculo de amigos. Os personagens Leonard "Lenny" Kosnowski e Andrew "Squiggy" Squiggman da sitcom Laverne & Shirley, que por sua vez é um spin-off de Happy Days, também fazem referência à subcultura. O jogo eletrônico Bully, de 2006, apresentava um sistema de hierarquia social que incluía um grupo de greasers.
A banda Sha Na Na modela sua presença no palco em greasers de Nova Iorque (os próprios membros da banda eram em sua maioria Ivy Leaguers).